# Hamilton Fincups
Hamilton Fincups byl kanadský juniorský klub ledního hokeje, který sídlil v Hamiltonu v provincii Ontario. V letech 1974–1978 působil v juniorské soutěži Ontario Hockey Association (později Ontario Hockey League). Založen byl v roce 1974 po přejmenování týmu Hamilton Red Wings na Fincups. Zanikl v roce 1978 po přestěhování do Brantfordu, kde byl vytvořen tým Brantford Alexanders. Své domácí zápasy odehrával v hale Barton Street Arena s kapacitou 4 500 diváků. Klubové barvy byly modrá, bílá a zlatá.
Nejznámější hráči, kteří prošli týmem, byli např.: Tim Coulis, Dale McCourt nebo Rick Wamsley.

## Historické názvy
Zdroj: 
- 1974 – Hamilton Fincups
- 1976 – St. Catharines Fincups
- 1977 – Hamilton Fincups

## Úspěchy
- Vítěz Memorial Cupu ( 1× )
  - 1976
- Vítěz OHL ( 1× )
  - 1975/76

## Přehled ligové účasti
Zdroj: 
- 1974–1975: Ontario Hockey Association
- 1975–1978: Ontario Hockey Association (Emmsova divize)